# Maxim Gwindschija
Maxim Gwindschija (abchasisch Максим Харитон-иҧа Ҕәнџьиа/Maksim Chariton-ipa Ghundschia, russisch Максим Харитонович Гвинджия/Maxim Charitonowitsch Gwindschija; * 13. März 1976 in Sochumi, Abchasische ASSR, Georgische SSR, Sowjetunion) ist ein abchasischer Politiker und war vom 26. Februar 2010 bis zum 11. Oktober 2011 Außenminister der Republik Abchasien.

## Werdegang
Maxim Gwindschija studierte am Staatlichen Pädagogischen Fremdspracheninstitut in Horliwka (Ukraine) und schloss sein Studium 1998 ab. Danach war er seit 1999 im abchasischen Außenministerium tätig. Im März 2004 wurde er zum stellvertretenden Außenminister ernannt. Als Außenminister Sergei Schamba im Februar 2010 ins Amt des Premierministers wechselte, wurde Gwindschija dessen Nachfolger.
Im Juli 2021 wurde Gwindschija zum Assistenten des abchasischen Präsidenten für internationale Angelegenheiten ernannt.
Gwindschija ist Vertreter der nicht anerkannten Republik Abchasien bei der Organisation der nicht repräsentierten Nationen und Völker der Vereinten Nationen.

## Privates
Gwindschija ist verheiratet und hat drei Söhne.